# 177659 Paolacel
177659 Paolacel este un asteroid din centura principală de asteroizi.

## Descriere
177659 Paolacel este un asteroid din centura principală de asteroizi. A fost descoperit pe 9 februarie 2005 la Observatorul La Silla de Andrea Boattini și Hans Scholl (astronom). Asteroidul prezintă o orbită caracterizată de o semiaxă mare de 2,37 ua, o excentricitate de 0,11 și o înclinație de 5,5° în raport cu ecliptica.